# Eberardo II di Ebersberg
Eberardo II di Ebersberg (995 circa – dopo il 1040) fu conte di Ebersberg, margravio di Carniola e Vogt del monastero di Ebersberg e del monastero di Geisenfeld.

## Biografia
Eberhard II era il secondo e più giovane figlio del conte Ulrico di Ebersberg e di Richardis di Viehbach († 23 aprile 1013), figlia di Markwart II von Viehbach della stirpe degli Eppenstein.
Eberardo II decise con il fratello Adalberone II di dividere i beni di famiglia, per trasferirli in dotazioni e rendere così possibile la costruzione di chiese. I fratelli rinnovarono il monastero di Ebersberg nel 1037, lui fondò l'abbazia di Geisenfeld nello stesso anno e divenne Vogt di entrambi i monasteri. Nel 1040 la fondazione fu confermata da Enrico III.
Sua moglie era Adelaide di Sassonia († 6 febbraio 1037) e il matrimonio rimase senza figli adulti. Poiché i figli (si riportano 3 figli maschi) morirono prematuramente, i coniugi decisero di utilizzare completamente le loro ricchezze «per lodare e onorare il nome di Dio e di Maria e dei santi».
Tuttavia, nuove fonti attribuiscono Eberardo II due figli:
- Ulrico di Ebersberg, conte di Bolzano: capostipite dei conti di Appiano;
- Altemaro di Ebersberg.

Fu un sostenitore imperiale ed è spesso citato come testimone nei documenti.
In una fonte, Eberardo II è anche identificato come conte di Murach, Murau o Mureck, al quale è attribuita la fondazione del monastero di Geisenfeld.
Nel 1040 è menzionato in un documento che un possesso trasferito dal re Enrico III alla diocesi di Bressanone si trova nella marchia Creina in comitatu Eberhardi marchionis. Eberardo fu così in grado di consolidare o espandere la posizione di suo padre nel sud-est dell'impero. Il margraviato poteva anche passare per eredità tramite Hadamut, nipote di Eberardo, a suo figlio Ulrico I di Weimar-Orlamünde. La madre di Hadamut e la sorella di Eberardo, Willibirg, erano state sposate con il conte Werigant del Friuli, che appare anche nel 1027 come Wezelinus advocatus ducis Adelperonis.